# Hansen Auto & Machine Works
Hansen Auto & Machine Works war ein US-amerikanischer Hersteller von Automobilen.

## Unternehmensgeschichte
Das Unternehmen hatte seinen Sitz in Pasadena in Kalifornien. Es stellte 1907 einige Automobile her. Der Markenname lautete Hansen-Whitman.

## Fahrzeuge
Im Angebot standen Highwheeler. Sie hatten einen Zweizylinder-Zweitaktmotor mit Wasserkühlung. Der Motor trieb über ein Friktionsgetriebe und eine Kette die Hinterachse an. Ein Fahrzeug war als zweisitziger Runabout karosseriert. Daneben sind etwa zehn Tourenwagen mit fünf Sitzen überliefert.